# Egenolfia yunnanensis
Egenolfia yunnanensis là một loài thực vật có mạch trong họ Lomariopsidaceae. Loài này được Ching & Chiu in Ching & C. H. Wang mô tả khoa học đầu tiên năm 1983.